# Aba (regent)
Aba, född okänt år, död under första århundradet f.Kr., var regent i staden Olba i Kilikien (sydöstra Turkiet) under första århundradet f.Kr.
Hon var dotter till tyrannen Zenophanes och efterträdde sin far. Att en kvinna regerade en grekisk stat genom tyrannvälde var ovanligt (andra exempel var Mania (satrap), Cratesipolis och Amastrine). Hon är känd som en allierad till Kleopatra VII och Marcus Antonius. 